# Termination Point
Termination Point è un film del 2007 diretto da Jason Bourque.

## Trama
Caleb Smith, un agente speciale, ha una missione: deve recuperare un'arma militare che permette di viaggiare nel tempo, precedentemente rubata dallo scienziato Daniel Winter.
Il dottor Winter non vuole che l'arma vada nelle mani sbagliate ed è pronto a rischiare tutto.